# Gabrowski
Gabrowski (forma żeńska: Gabrowska, liczba mnoga: Gabrowscy) – polsko-bułgarskie nazwisko, po raz pierwszy notowane w 1692 roku. Na początku lat 90 XX wieku w Polsce mieszkało 140 osób o tym nazwisku,

## Etymologia nazwiska
Notowane od 1692 roku. Utworzone od hebrajskiego imienia Gabriel.

## Demografia
Na początku lat 90 XX wieku w Polsce mieszkało 140 osób o tym nazwisku, w tym w:
- województwie bydgoskim – 8 osób;

- województwie jeleniogórskim – 11 osób;
- województwie katowickim – 23 osoby;
- województwie konińskim – 6 osób;
- województwie krakowskim – 3 osoby;
- województwie legnickim – 1 osoba;
- województwie łódzkim – 1 osoba;
- województwie nowosądeckim – 10 osób;
- województwie olsztyńskim – 1 osoba;
- województwie opolskim – 22 osoby;
- województwie przemyskim – 2 osoby;
- województwie szczecińskim – 3 osoby;
- województwie tarnobrzeskim – 4 osoby;
- województwie tarnowskim – 24 osoby;
- województwie wałbrzyskim – 5 osób;
- województwie warszawskim – 1 osób;
- województwie włocławskim – 1 osoba;
- województwie zamojskim – 1 osoba;
- województwie zielonogórskim – 13 osób.

## Znani przedstawiciele
- Iwajło Gabrowski – bułgarski kolarz szosowy.

- Petyr Gabrowski – bułgarski adwokat i polityk, od 9 września 1943 do 14 września 1943 tymczasowy Premier Bułgarii.